# Cuenca del río Guadarrama
Cuenca del río Guadarrama este o arie protejată (arie specială de conservare — SAC, sit de importanță comunitară — SCI) din Spania întinsă pe o suprafață de 33.936,8 ha, integral pe uscat.

## Localizare
Centrul sitului Cuenca del río Guadarrama este situat la coordonatele 40°30′10″N 4°00′20″W / 40.5028°N 4.0056°V.

## Înființare
Situl Cuenca del río Guadarrama a fost declarat sit de importanță comunitară în ianuarie 1998 pentru a proteja 56 de specii de animale. Situl a fost protejat și ca arie specială de conservare în septembrie 2014.

## Biodiversitate
Situată în ecoregiunea mediteraneană, aria protejată conține 21 de habitate naturale: Pajiști umede mediteraneene cu ierburi înalte de Molinio-Holoschoenion, Grohotișuri termofile și vest-mediteraneene, Roci stâncoase cu vegetație pionieră de Sedo-Scleranthion sau Sedo albi-Veronicion dillenii, Pajiști uscate europene, Formațiuni ierboase bogate în specii de Nardus, dezvoltate pe substraturi silicioase în zone montane (și în zone submontane, în Europa continentală), Lande oro-mediteraneene cu formațiuni endemice de grozamă, Pseudostepă cu ierburi și specii anuale de Thero-Brachypodietea, Pajiști oro-iberice cu Festuca indigesta, Liziere de ierburi înalte hidrofile de câmpie și de nivel montan până la alpin, Cursuri de apă de la nivel de câmpie la nivel montan, cu vegetație Ranunculion fluitantis și Callitricho-Batrachion, Matorral arborescenți cu Juniperus spp., Păduri de Castanea sativa, Păduri de stejar galițio-portugheze cu Quercus robur și Quercus pyrenaica, Formațiuni montane de Cytisus purgans, Galerii de Salix alba și de Populus alba, Pante stâncoase silicioase cu vegetație casmofită, Dehesas cu Quercus spp. perene, Păduri de Quercus ilex și Quercus rotundifolia, Păduri termofile cu Fraxinus angustifolia, Tufărișuri termo-mediteraneene și de pre-deșert, Lacuri eutrofice naturale cu vegetație de tip Magnopotamion sau Hydrocharition.
La baza desemnării sitului se află mai multe specii protejate:
- păsări (29): pescăruș albastru (Alcedo atthis), fâsă-de-câmp (Anthus campestris), Aquila adalberti, acvilă de munte (Aquila chrysaetos), buha (Bubo bubo), pasărea ogorului (Burhinus oedicnemus), ciocârlie-cu-degete-scurte (Calandrella brachydactyla), caprimulg (Caprimulgus europaeus), barză albă (Ciconia ciconia), barză neagră (Ciconia nigra), șerpar (Circaetus gallicus), erete cenușiu (Circus pygargus), dumbrăveancă (Coracias garrulus), presură de grădină (Emberiza hortulana), șoim călător (Falco peregrinus), Galerida theklae, acvilă pitică (Hieraaetus pennatus), piciorong (Himantopus himantopus), ciocârlie de pădure (Lullula arborea), gușă albastră (Luscinia svecica), ciocârlie de bărăgan (Melanocorypha calandra), gaia neagră (Milvus migrans), gaia roșie (Milvus milvus), Oenanthe leucura, viespar (Pernis apivorus), Pyrrhocorax pyrrhocorax, turturică (Streptopelia turtur), silvie de tufiș (Sylvia undata), spârcaci (Tetrax tetrax)
- amfibieni (1): Discoglossus galganoi
- mamifere (13): liliac cârn (Barbastella barbastellus), lupul (Canis lupus), Galemys pyrenaicus, vidră de râu (Lutra lutra), Microtus cabrerae, liliac cu aripi lungi (Miniopterus schreibersii), liliac cu urechi de șoarece (Myotis blythii), liliac cărămiziu (Myotis emarginatus), liliac comun (Myotis myotis), liliacul mediteranean cu potcoavă (Rhinolophus euryale), liliacul mare cu potcoavă (Rhinolophus ferrumequinum), liliacul mic cu potcoavă (Rhinolophus hipposideros), liliacul cu potcoavă a lui méhely (Rhinolophus mehelyi)
- nevertebrate (5): molia lunii spaniolă (Actias isabellae), Apteromantis aptera, croitorul mare al stejarului (Cerambyx cerdo), fluturele auriu (Euphydryas aurinia), rădașcă (Lucanus cervus)
- pești (4): Achondrostoma arcasii, Cobitis paludica, Pseudochondrostoma polylepis, Rutilus alburnoides
- reptile (4): țestoasa de baltă (Emys orbicularis), Iberolacerta monticola, Lacerta schreiberi, Mauremys leprosa

Pe lângă speciile protejate, pe teritoriul sitului au mai fost identificate 11 specii de păsări, 6 specii de amfibieni, 3 specii de nevertebrate, 2 specii de reptile.